# トレイトール
トレイトール(Threitol)は、化学式C4H10O4の4炭素の糖アルコールである。主に、他の化合物の合成の中間体として用いられる。エリトリトールのジアステレオマーである。